# مارك وينمان
مارك وينمان (من مواليد 24 أكتوبر 1997) هو ممثل تلفزيوني وفيلم ألماني.

## سيرة شخصية
ولد مارك وينمان في شتوتغارت، حيث نشأ مع أخته.
يمتلك مارك أناأ معرفة أساسية بقرع الطبول، مبارزة السلاح وكذلك تسلق ومعرفة جيدة بـ نبالة. يحب وينمان الرقص، وهو يتقن أساليب الرقص روك أند رول و قياسي ولديه خبرة في شارلستون ورقص حديث. إلى جانب كل هذا النشاط، كان أيضًا في الجوقة حيث غنى تينور.
بين عامي 2017 و 2019، أجرى تدريبه في مدرسة التمثيل السينمائي في كولونيا، والتي أكملها بنجاح في عام 2019. ثم حضر درس الماجستير هناك من 2019 إلى 2020. لعب واينمان أيضًا الأدوار الرئيسية في بينوكيو و هانسيل وجريتيل و قصص كامب فاير أو مسرحية الغرفة تحت السماء المفتوحة لآري جاسبرز، من بين آخرين.
عمل في العديد من الأعمال السينمائية والتلفزيونية والمسرحية. يلعب واينمان دور لويس آرينز في مسلسل تلفزيون آر تي إل المسائي أوقات جيدة، أوقات سيئة منذ سبتمبر 2021.

## روابط خارجية
- مارك وينمان في قاعدة بيانات الأفلام على الإنترنت